# Épsilon Fornacis
Épsilon Fornacis (ε For / HD 18907 / HR 914 / HIP 14086) es una estrella en la constelación de Fornax, el horno.
De magnitud aparente +5,85, se encuentra a 99 años luz de distancia del sistema solar.
Épsilon Fornacis es una subgigante amarilla de tipo espectral G5IV con una temperatura efectiva de 5091 K.
Brilla con una luminosidad 4,4 veces mayor que la del Sol, comparable a la de β Hydri, subgigante amarilla como ella pero situada a una distancia cuatro veces menor.
Tiene un radio 2,45 veces más grande que el radio solar y gira sobre sí misma con una velocidad de rotación proyectada de 2,7 km/s.
Su cinemática indica que, a diferencia del Sol, es una antigua estrella del disco grueso cuya edad puede aproximarse a los 10.700 millones de años, más del doble de la del Sol —aproximadamente 4600 millones de años—.
Como cabe esperar en una estrella tan antigua, Épsilon Fornacis posee una metalicidad claramente inferior a la solar, siendo su contenido relativo de hierro un 25% del existente en el Sol.
Presenta un empobrecimiento similar en sodio y níquel, no siendo tan acusado para silicio y titanio.
Su masa, menor que la del Sol, es igual a 0,93 masas solares.
Recientes estudios señalan que tiene una compañera estelar.